# 492
Cette page concerne l'année 492  du calendrier julien. Pour l'année 492 av. J.-C., voir 492 av. J.-C. Pour le nombre 492, voir 492 (nombre).
L'année 492 est une année bissextile qui commence un mercredi.

## Événements
- 2 mars : début du pontificat de Gélase (fin en 496)[1].
- 29 août : Théodoric, désormais maître de l'Italie, retourne dans son camp devant Ravenne où est assiégé Odoacre[2].

- Les Isauriens révoltés contre l'empereur d'Orient Anastase sont battus par les généraux byzantins Jean le Scythe et Jean le Bossu à la bataille de Cotyaeum (en) (Kütahya), en Phrygie. La guerre continue dans le Taurus jusqu'en 496[3].
- Le port d’amulettes gravées de noms d’anges est spécifié démoniaque par un concile réunit à Rome[4].

## Naissances en 492
- Rhun Hir ap Maelgwn, roi de Gwynedd.

## Décès en 492
- 25 février : Félix III, pape[1].